# August Heißmeyer
August Heißmeyer (Gellersen, 11 januari 1897 – Schwäbisch Hall, 16 januari 1979) was een Duitse SS-Obergruppenführer en vanaf 1 juli 1944 generaal in de Waffen-SS en bij de politie. Verder gaf hij leiding aan het Hauptamt Dienststelle Heißmeyer. Na de Tweede Wereldoorlog werd hij bij de denazificering als oorlogsmisdadiger veroordeeld tot drie jaar hechtenis.

## Jeugd en Eerste Wereldoorlog
Na zijn schooltijd trad Heißmeyer in dienst van het Deutsches Heer. In de Eerste Wereldoorlog was hij Leutnant der Reserve (tweede luitenant in de militaire reserve) en werd meerdere malen onderscheiden, waaronder met het IJzeren Kruis 1914, 1e klasse.
Na de oorlog werd Heißmeyer lid van een Vrijkorps. In 1920 was hij betrokken bij de Kapp-putsch. Na een onvoltooide studie was hij werkzaam als rijinstructeur.

## Nazi-carrière
In 1923 kwam Heißmeyer voor het eerst in aanraking met de nationaalsocialisten. In 1925 sloot hij zich opnieuw weer bij hun aan, met zijn oude lidmaatschapsnummer. Begin 1926 werd hij lid van de SA. Hij bouwde de SA-Gausturm Hannover-Süd op en was plaatsvervangend Gouwleider.
In januari 1930 werd Heißmeyer lid van de SS. In 1932 werd hij een medewerker van het SS-Hauptamt. Hij maakte snel carrière en werd in 1933 lid van de Rijksdag. In 1935 werd hij chef van het SS-Hauptamt en bekleedde zo een sleutelpositie binnen de organisatiestructuur van de SS. Hij volgde Curt Wittje op als ambtschef en op 9 november 1936 werd hij tot SS-Obergruppenführer en tot Inspekteur der Nationalpolitische Erziehungsanstalten benoemd.
In 1939 werd Heißmeyer daarnaast tot SS-Hoofddistrictsleider Ost en tot Höheren SS- und Polizeiführer Spree benoemd.
Hiermee stond de regio Berlin-Brandenburg rechtstreeks onder zijn bevel. Vanaf 9 november 1939 nam Heißmeyer de functie inspecteur der concentratiekampen en versterkte Totenkopfstandarten waar voor Theodor Eicke op, die ingezet was als commandant van de SS-Division Totenkopf. Op 31 juli 1940 nam Eickes plaatsvervanger Richard Glücks deze functie over.

## Tweede Wereldoorlog
Aan het begin van de Tweede Wereldoorlog richtte Heißmeyer het Hauptamt Dienststelle Heißmeyer op en was daarmee verantwoordelijk voor de militaire vorming van de leerlingen van de Nationalpolitischen Erziehungsanstalten. Op 23 augustus 1940 bezocht hij gezamenlijk met Reichsfrauenführerin Gertrud Scholtz-Klink, met wie hij dat jaar ook trouwde, het vrouwenkamp Ravensbrück. Op 14 november 1944 werd Heißmeyer bovendien tot General der Waffen-SS bevorderd.

## Naoorlogse periode
Na de oorlog dook hij, na bemiddeling door Pauline van Württemberg, samen met zijn vrouw onder, eerst in het slot Leitzkau en later in Bebenhausen bij Tübingen. Heißmeyer leefde daar onder de valse naam Heinrich Stuckenbrock en werkte als landwerker. Heismeyer werd herkend en in februari 1948 door de Franse bezettingspolitie gearresteerd. Bij de denazificatie werd hij als hoofdschuldige geclassificeerd en tot 3 jaar hechtenis veroordeeld. Zijn privévermogen werd ambtshalve in beslag genomen.
Nadien werkte hij als arbeider in een wasmachinefabriek en daarna als werknemer in een Coca-Colavestiging in Reutlingen. In 1979 overleed Heißmeyer in het ziekenhuis in Schwäbisch Hall.
Heißmeyer is bijgezet in het familiegraf op de begraafplaats in Gellersen, Landkreis Hamelen-Pyrmont.

## Carrière
Heißmeyer bekleedde verschillende rangen in zowel de Allgemeine-SS als Waffen-SS. De volgende tabel laat zien dat de bevorderingen niet synchroon liepen.
| Datum                          | Deutsche Heer        | Allgemeine-SS        | REM                 | Politie                | Waffen-SS                |
| ------------------------------ | -------------------- | -------------------- | ------------------- | ---------------------- | ------------------------ |
| 2 augustus 1914 - oktober 1914 | Kriegsfreiwilliger   | —                    | —                   | —                      | —                        |
| 6 18 augustus 1916             | Leutnant der Reserve | —                    | —                   | —                      | —                        |
| 9 januari 1931                 | —                    | SS-Truppführer       | —                   | —                      | —                        |
| 31 maart 1931                  | —                    | SS-Sturmführer       | —                   | —                      | —                        |
| 25 augustus 1931               | —                    | SS-Sturmbannführer   | —                   | —                      | —                        |
| 18 maart 1932                  | —                    | SS-Standartenführer  | —                   | —                      | —                        |
| 6 oktober 1932                 | —                    | SS-Oberführer        | —                   | —                      | —                        |
| 9 november 1933                | —                    | SS-Brigadeführer     | —                   | —                      | —                        |
| 28 februari 1934               | —                    | SS-Gruppenführer     | —                   | —                      | —                        |
| 9 november 1936                | —                    | SS-Obergruppenführer | —                   | —                      | —                        |
| 1940                           | —                    | —                    | Ministerialdirektor | —                      | —                        |
| 1 juli 1944                    | —                    | —                    | —                   | Generaal in de politie | —                        |
| 19 november 1944               | —                    | —                    | —                   | —                      | Generaal in de Waffen-SS |

- REM = Reichsministerium für Wissenschaft, Erziehung und Volksbildung

## Lidmaatschapsnummers
- NSDAP-nr.: 21 573[15] (lid geworden 30 januari 1925)[5][3]
- SS-nr.: 4 370[15] (lid geworden 1930)[5]

## Onderscheidingen
Selectie:
- IJzeren Kruis 1914, 1e Klasse en 2e Klasse[5][3][11][2]
- SS-Ehrenring[18][5] op 24 december 1935[2]
- Gouden Ereteken van de NSDAP[3][5] in 1934[11][2]
- Abzeichen für Beobachtungsoffiziere aus Flugzeugen[3][11][2]
- Gewondeninsigne 1918 in zwart[5][3][11] in 1918[2]
- Kruis voor Oorlogsverdienste, 1e Klasse[5][3] (18 november 1943[2]) en 2e Klasse[3][5] (30 oktober 1943[2]) met Zwaarden[11]
- Julleuchter der SS op 16 december 1935[11][2]
- Duits Olympisch Ereteken, 1e Klasse[3] in 1936[11][2]
- Rijksbrandweerteken, 1e Klasse op 20 april 1937[11][2]

- Bibliothèque nationale de France: cb137503866 (data)
- Gemeinsame Normdatei: 121027627
- International Standard Name Identifier: 0000 0001 1469 7265
- Library of Congress Control Number: no99046694
- Virtual International Authority File: 27916545
- WorldCat: E39PBJdWMFr7mCQDxdJHFhHHmd